# Jakow Borissowitsch Seldowitsch

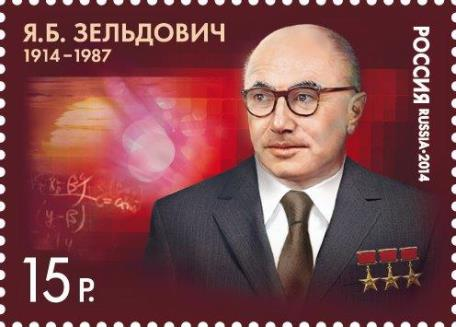
Jakow Borissowitsch Seldowitsch

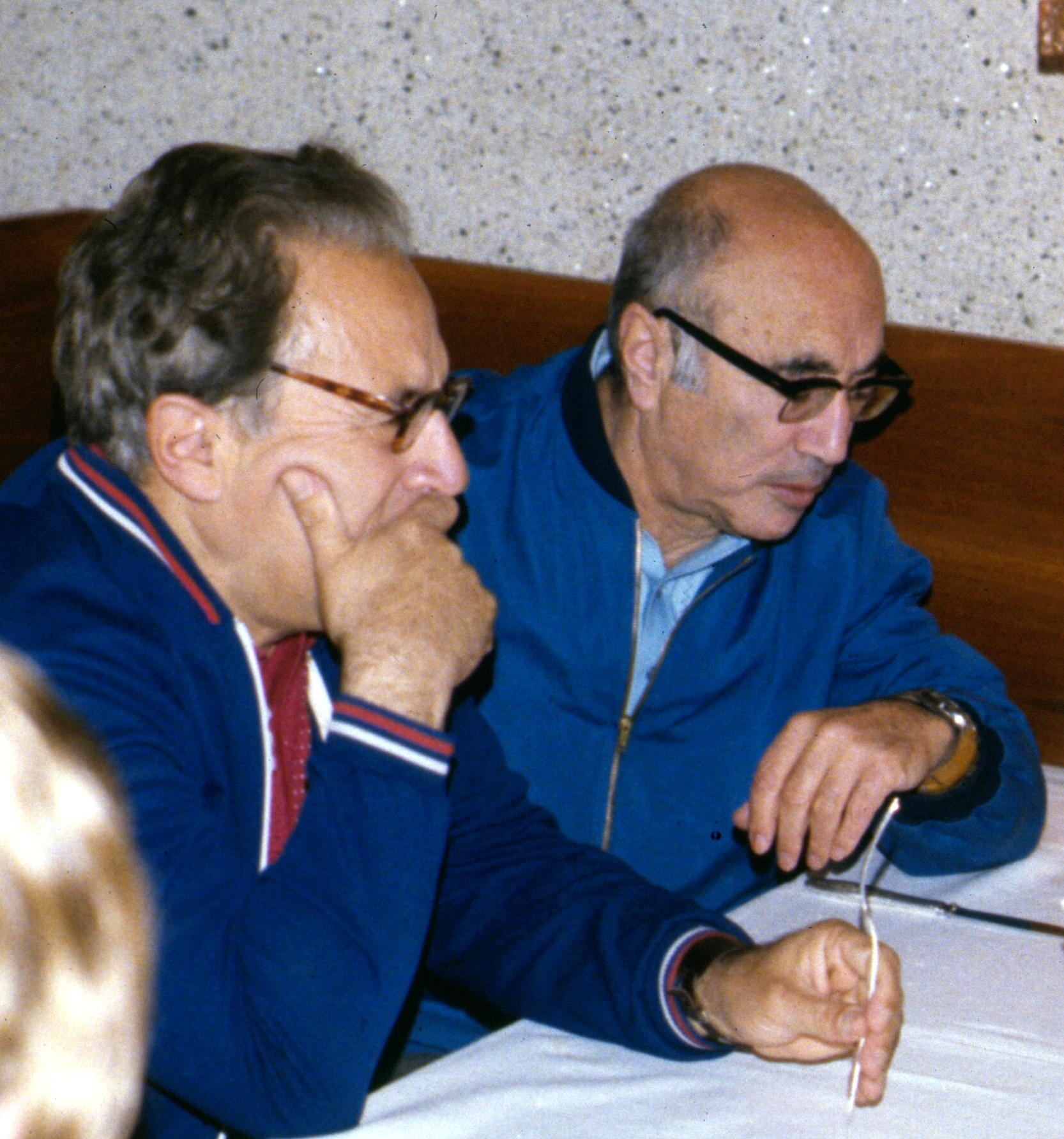
Jakow Seldowitsch (rechts) mit Josef Schklowski, 1977

Jakow Borissowitsch Seldowitsch (belarussisch Якаў Барысавіч Зяльдовіч, russisch Яков Борисович Зельдович; * 8. März 1914 in Minsk; † 2. Dezember 1987 in Moskau), Yakov Borisovich Zel'dovich in englischer Schreibweise, war ein sowjetischer Physiker. Er spielte eine wichtige Rolle im sowjetischen Atombombenprojekt und bei der Entwicklung von Nuklearwaffen. Seldowitsch leistete große Beiträge zur Adsorption, Katalyse, Kernphysik, Teilchenphysik, Astrophysik, Kosmologie, allgemeinen Relativitätstheorie und Schockwellenforschung.

## Leben und Werk
Vier Monate nach seiner Geburt zog die Familie nach Sankt Petersburg. Dort blieb sie bis zum August 1941 als sie, zusammen mit dem Institut an dem Seldowitsch arbeitete, nach Kasan evakuiert wurde. Sie blieb bis zum Sommer 1943 in Kasan. Dann zog Seldowitsch nach Moskau.
Im Mai 1931 war Seldowitsch Laborassistent am Institut für Chemische Physik der Akademie der Wissenschaften der Sowjetunion geworden – einem Institut, dem er bis an sein Lebensende verbunden blieb. 1936 schrieb er eine Arbeit über Adsorption und Katalyse auf heterogenen Flächen. Der wichtigste Punkt dieser Arbeit war die Untersuchung der Adsorptionsisothermen nach Freundlich. Seldowitsch entdeckte die theoretischen Grundlagen dieser empirischen Beobachtung. 1939 schrieb er seine Doktorarbeit über die Oxidation von Stickstoff. Er entdeckte dessen Mechanismus, in der physikalischen Chemie bekannt als „Thermischer NO Mechanismus“ oder „Zeldovich-Mechanismus“.
Zwischen 1937 und 1948 arbeitete er an der Theorie von Zündung, Verbrennung und Detonation. Von 1939 bis 1940 entwickelte er zusammen mit Juli Chariton die für die Sowjetunion fundamentalen Arbeiten zur Theorie der nuklearen Kettenreaktionen. In 1943 begann seine Mitarbeit am sowjetischen Atombombenprojekt, das von Igor Kurtschatow geleitet wurde. Dabei arbeitete er auch mit Andrei Sacharow zusammen und war Chariton, dem wissenschaftlichen Leiter des Geheimlabors Arzamas (Sarow), unterstellt. Er arbeitete bis zum Oktober 1963 an der Entwicklung von Atomwaffen.
Im Jahr 1952 begann er auf dem Gebiet der Elementarteilchen und ihrer Wechselwirkungen zu arbeiten. Er sagte den Betazerfall von Pi-Mesonen voraus. Zusammen mit S. S. Gerschtein entwickelte er (unabhängig von Richard Feynman, Murray Gell-Mann, George Sudarshan, Robert Marshak im Westen) die V-A-Theorie der schwachen Wechselwirkung, und 1960 sagte er die myon-katalysierte Deuteriumfusion voraus.
1965 begann Seldowitsch in der Astrophysik und Kosmologie zu forschen: unter anderem über die Theorie der Evolution eines heißen Universums, den Eigenschaften der kosmischen Hintergrundstrahlung, der großräumigen Struktur des Universums und der Theorie der schwarzen Löchern. Er schlug als Erster vor, schwarze Löcher über das Leuchten der einfallenden Materie aus der Umgebung zu entdecken und schlug mit Igor Dmitrijewitsch Nowikow als Erster die Existenz primordialer Schwarzer Löcher vor. Er sagte, zusammen mit Raschid Sunjajew, den Sunjajew-Seldowitsch-Effekt voraus.
Igor Kurtschatow nannte Seldowitsch einst ein „Genie“ und Andrei Sacharow nannte ihn „einen Mann von universellen wissenschaftlichen Interessen“. Stephen Hawking sagte einst zu Seldowitsch: „Now I know you are a real person and not a group of scientists like Bourbaki“.
Obwohl Seldowitsch in eine fromme jüdische Familie geboren wurde, bezeichnete er sich selbst als einen „absoluten Atheisten“.
Seldowitschs Sohn Boris Jakowlewitsch Seldowitsch war ebenfalls ein bekannter theoretischer Physiker, spezialisiert auf Optik.

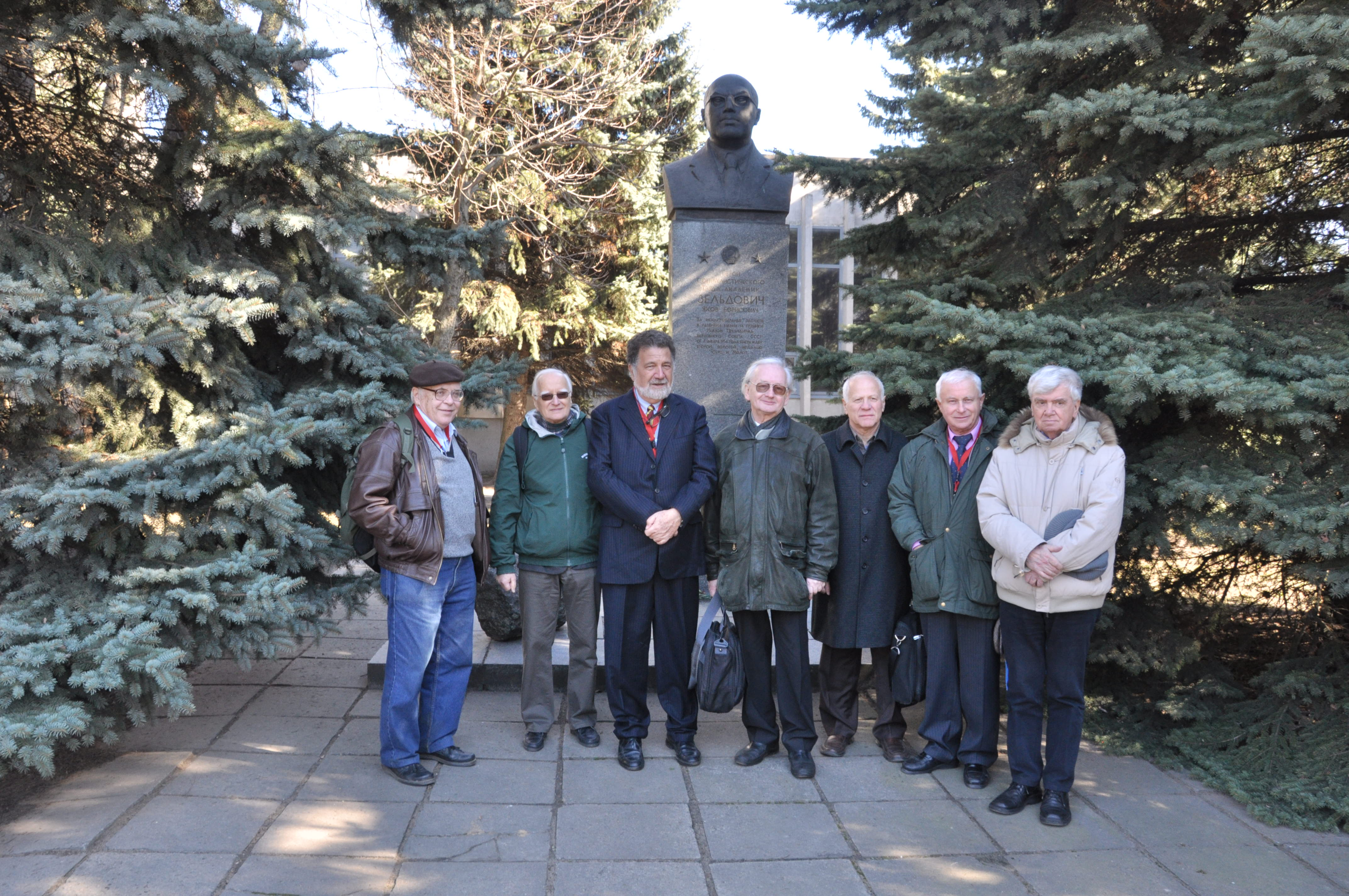
Hauptteilnehmer der „Seldowitsch-100-Konferenz“ am Seldowitsch-Denkmal in Minsk. Von links nach rechts: Andrei Doroschkewitsch, Marek Demianski, Remo Ruffini, Alexei Alexandrowitsch Starobinski, Lev Titarchuk, Gennady Bisnovatyi-Kogan, Wladimir Alexejewitsch Belinski.

## Auszeichnungen und Ehrungen
- Stalinpreis (1943, 1949, 1951, 1953)
- Held der sozialistischen Arbeit (1949, 1954, 1956)
- Leninorden (1949, 1962, 1974)
- Orden des Roten Banners der Arbeit (1945, 1964)
- Ehrenzeichen der Sowjetunion (1954)
- Leninpreis (1956)
- Bruce Medal (1983)
- Goldmedaille der Royal Astronomical Society (1984)
- Dirac-Medaille (ICTP) (1985)
- Friedmann-Preis (2002)

1977 erhielt Seldowitsch zusammen mit F. Schapiro die Kurtschatow-Goldmedaille, die höchste Auszeichnung für Kernphysiker in der Sowjetunion. Im Jahr 1958 wurde er in die Akademie der Wissenschaften der UdSSR aufgenommen. Im Jahr 1972 wurde er zum Mitglied der Leopoldina gewählt, 1975 in die American Academy of Arts and Sciences, 1979 in die National Academy of Sciences und die American Philosophical Society, 1983 in die Ungarische Akademie der Wissenschaften aufgenommen.
Seit 2015 wird von der Russischen Akademie der Wissenschaften für herausragende Leistungen auf dem Gebiet der Physik und Astrophysik die Seldowitsch-Goldmedaille verliehen.

## Schriften
- Selected works, 2 Bde., Princeton 1993 (Beiträge zur Astrophysik in Bd. 2)
- mit Novikov Relativistic astrophysics, 2 Bde., Chicago University Press 1971, 1975 (Bd. 1 Stars and relativity, Bd. 2 The structure and evolution of the universe), Bd. 1 neu bei dover 1997
- mit Raizer Physics of shock waves and high temperature hydrodynamic phenomena, 2 Bde., Academic Press, New York 1966, 1967
- mit Raizer Elements of gas dynamics and the classical theory of shock waves, New York, Academic Press 1968
- The mathematical theory of combustions and explosions, New York, Consultants Bureau 1985
- mit Ruzmaikin, Sokoloff The almighty chance, World Scientific 1990
- Cosmology and the early universe, in Hawking, Israel General Relativity – an Einstein centennial survey 1979
- mit Joseph Silk, Szalay The large scale structure of the universe, Scientific American, Oktober 1983
- mit Alexander Dolgov Cosmology and elementary particles, Reviews of Modern Physics 53(1981)1, S. 1–41
- mit Myshkis Elemente der mathematischen Physik (russisch)
- Mathematik für Physiker (russisch)
- Das Weltall war heiß. In: Physik Journal. 24, 1968, S. 66, doi:10.1002/phbl.19680240204.